# 새끼두덩
새끼두덩(hypthenar eminence) 또는 소지구(小指球)는 손바닥에서 새끼손가락 쪽에 존재하는 통통한 부분이다. 새끼손가락의 움직임을 조절하는 세 개의 근육이 새끼두덩을 형성한다.

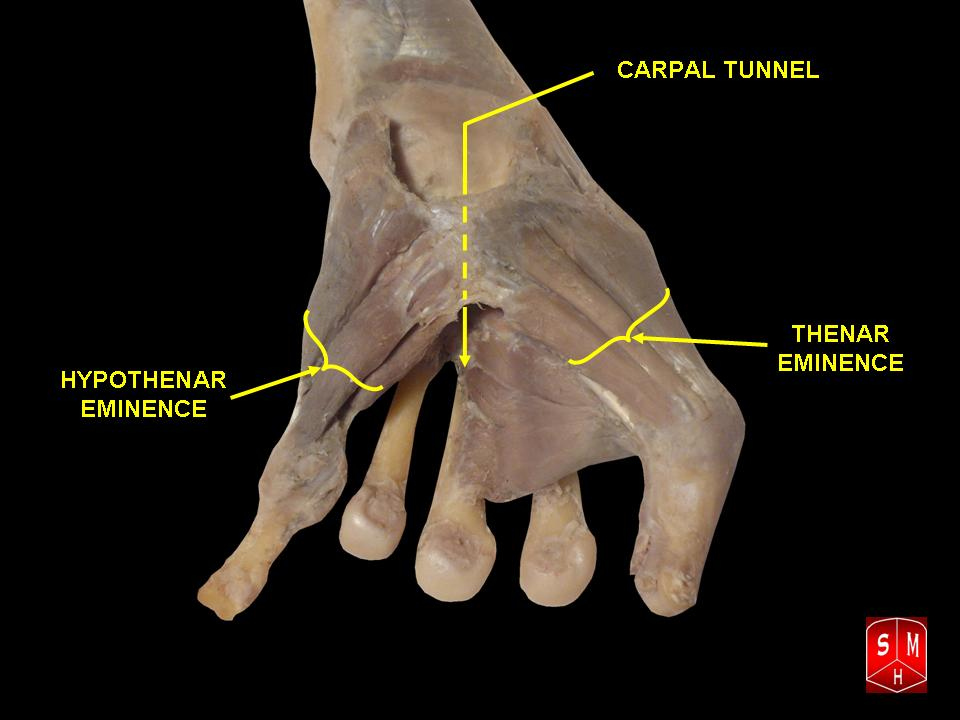
손목굴, 엄지두덩, 새끼두덩

새끼두덩을 이루는 세 개의 근육은 다음과 같다. (가쪽에서 안쪽의 순서)
- 새끼벌림근
- 짧은새끼굽힘근
- 새끼맞섬근

새끼두덩의 근육들은 자신경의 지배를 받는다. 자신경 병변으로 인해 새끼두덩근육에 위축이 올 수 있다.
새끼두덩 망치 증후군은 새끼두덩 영역에 혈액을 공급하는 혈관의 폐색으로 인해 발생하는 질환이다. 망치를 쓰는 작업과 같이, 손이나 손목에 반복적인 외상이 가해지는 것이 원인이 된다.

## 같이 보기
- 엄지두덩